# Шарпс (Флорида)
Шарпс (англ. Sharpes) — переписна місцевість (CDP) в США, в окрузі Бревард штату Флорида. Населення — 3115 осіб (2020).

## Географія
Шарпс розташований за координатами 28°26′37″ пн. ш. 80°45′41″ зх. д. / 28.44361° пн. ш. 80.76139° зх. д. (28.443594, -80.761464).  За даними Бюро перепису населення США в 2010 році переписна місцевість мала площу 16,18 км², з яких 7,50 км² — суходіл та 8,68 км² — водойми.

## Демографія
Згідно з переписом 2010 року, у переписній місцевості мешкало 3411 осіб у 1471 домогосподарстві у складі 903 родин. Густота населення становила 211 осіб/км².  Було 1728 помешкань (107/км²).
Расовий склад населення:
| - 91,9 % — білих - 3,4 % — чорних або афроамериканців - 0,9 % — корінних американців - 0,6 % — азіатів - 0,1 % — вихідців з тихоокеанських островів |

До двох чи більше рас належало 2,3 %. Частка іспаномовних становила 3,1 % від усіх жителів.
За віковим діапазоном населення розподілялося таким чином: 19,0 % — особи молодші 18 років, 61,2 % — особи у віці 18—64 років, 19,8 % — особи у віці 65 років та старші. Медіана віку мешканця становила 47,3 року. На 100 осіб жіночої статі у переписній місцевості припадало 106,7 чоловіків;  на 100 жінок у віці від 18 років та старших — 108,2 чоловіків також старших 18 років.
Середній дохід на одне домашнє господарство  становив 57 803 долари США (медіана — 43 548), а середній дохід на одну сім'ю — 68 374 долари (медіана — 55 200). Медіана доходів становила 28 324 долари для чоловіків та 33 750 доларів для жінок. За межею бідності перебувало 20,1 % осіб, у тому числі 19,2 % дітей у віці до 18 років та 16,7 % осіб у віці 65 років та старших.
Цивільне працевлаштоване населення становило 1213 осіб. Основні галузі зайнятості: освіта, охорона здоров'я та соціальна допомога — 18,6 %, роздрібна торгівля — 14,8 %, виробництво — 14,6 %, мистецтво, розваги та відпочинок — 14,4 %.